# ECAir
Bienvenue chez vous
ECAir (« Equatorial Congo Airlines ») est une compagnie aérienne congolaise détenue par l'État congolais depuis sa création en 2011), dont le siège social se situe à Brazzaville. Elle a cessé ses activités en août 2016, avant de reprendre ses activités en mai 2024.

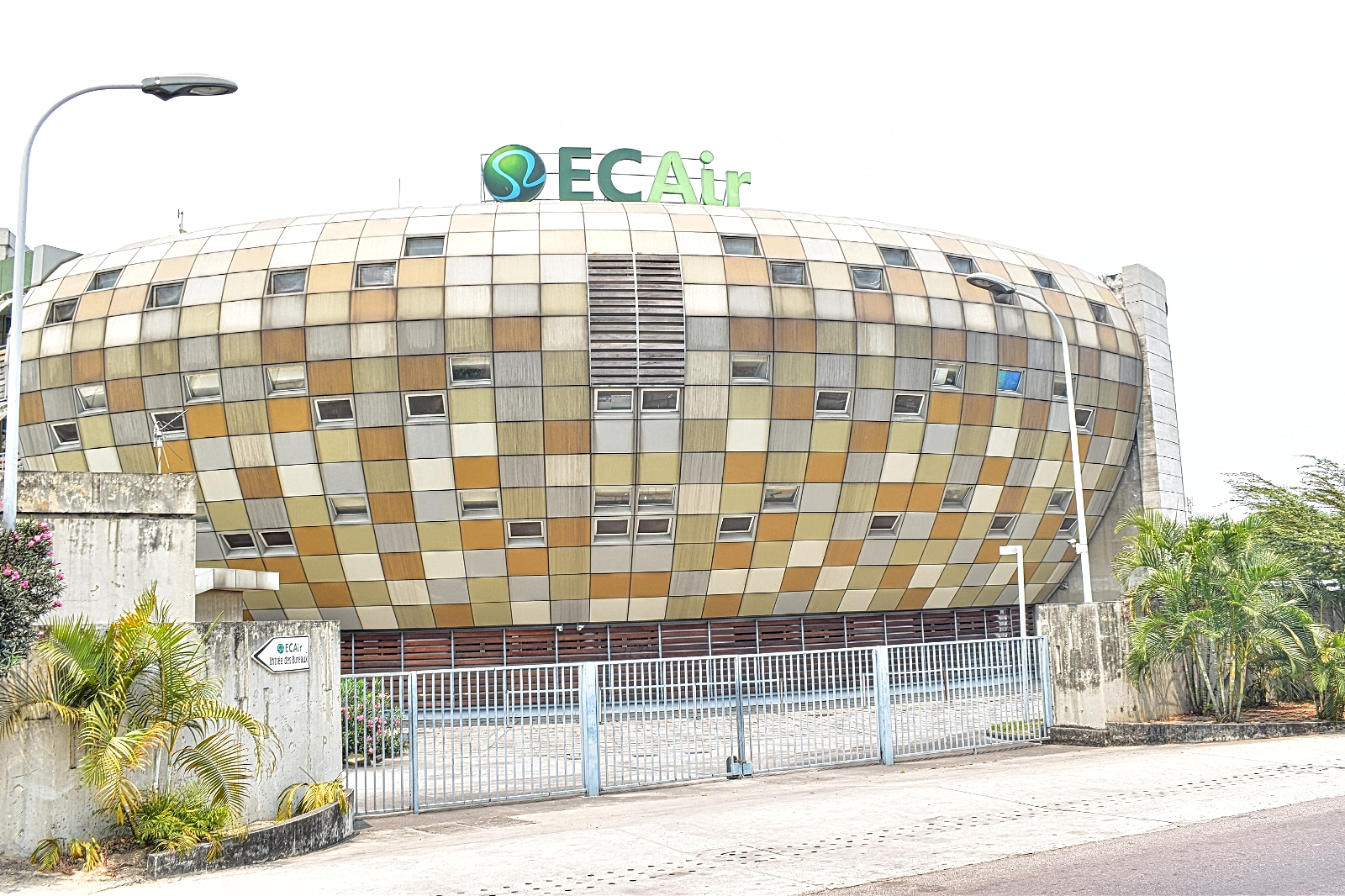
Bâtiment d'ECAIR en plein Brazzaville

Compagnie aérienne nationale de la république du Congo créée en 2011, ECAir a, durant ses douze années d'existence, transporté près de 100 millions de passagers en opérant jusqu'à 136 vols hebdomadaires depuis Brazzaville (république du Congo) vers Paris CDG, Dubaï, Cotonou, Douala, Libreville, Bamako, Dakar, Pointe-Noire Ollombo, etc.
ECAir , qui possède dix avions (1 B767, 2 B757, 4 B737,...), et a également mis en place une navette fluviale pour les passagers en provenance ou à destination de Kinshasa (République Démocratique du Congo), est la première compagnie congolaise à relier directement le continent au Moyen-Orient avec des vols vers Dubaï et l’Europe avec des vols vers Paris. La compagnie ECAir avait prévu d'ouvrir des lignes vers les États-Unis et la Chine en Boeing 787, mais les appareils n'ont pas été livrés.

## Histoire

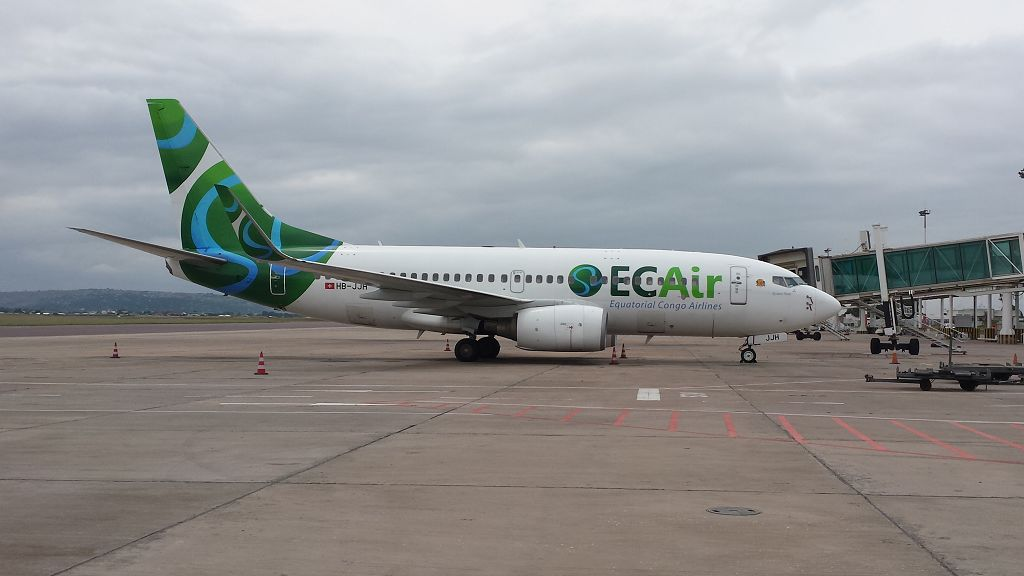
ECAir Boeing 737-700 (HB-JJH) à l'aéroport Maya-Maya (2015)

ECAIR a été créée à la suite d'un projet du président Denis Sassou-Nguesso datant de 2007. Elle bénéficie pour sa création de l'appui de la société Lufthansa Consulting puis de la société suisse de conseil CoEM, et de la compagnie suisse PrivatAir qui fournit avions et équipages.
Le 26 septembre 2011 a eu lieu le premier vol commercial entre Brazzaville et Pointe-Noire. Le 26 août 2012, la compagnie aérienne privée congolaise inaugure son premier vol entre Paris et Brazzaville.
En février 2014, elle inaugure une liaison entre Brazzaville et Dubaï.
En octobre 2016 la compagnie a été contrainte de cesser ses activités par l'Asecna, à cause de ses dettes chroniques.
En janvier 2017 la compagnie aérienne signe un partenariat avec Ethiopian Airlines concernant la formation de ses équipages, la maintenance de ses avions, un partenaire stratégique ainsi qu'une option pouvant aller jusqu'à une participation minoritaire d'Ethiopian airlines dans le capital de la compagnie aérienne,.
Elle fait l'objet le 18 avril 2018 d'une liquidation judiciaire sans maintien d'activité par le Tribunal de commerce de Bobigny. Cette liquidation est infirmée par la Cour d'Appel de Paris dans un arrêt du 16 octobre 2018 qui, nonobstant l'absence prolongée d'activité en France, ouvre une période d'observation et un règlement judiciaire.

## Reprise des vols

### Au niveau national
ECAir a officiellement annoncé la reprise de ses vols commerciaux à partir du 16 mai 2024, après plusieurs années d’interruption depuis sa faillite en 2016. Cette relance s’inscrit suite à une révision des aéronefs, un apurement des dettes, une formation du personnel et un renouvellement du certificat de transporteur aérien. Les premiers trajets concernent Brazzaville, Pointe-Noire et Ollombo, à un tarif de lancement promotionnel de 25,000 francs CFA,.

### Au niveau régional
ECAir poursuit sa relance en étendant ses opérations vers les capitales d’Afrique centrale. Depuis début juillet 2025, elle assure des liaisons régulières depuis Brazzaville vers Douala, Yaoundé et Libreville, marquant ainsi son retour sur la scène régionale après avoir transporté plus de 118 000 passagers sur le réseau domestique depuis mai 2024. Ces vols, opérés avec un Boeing 737-700, s’inscrivent dans une stratégie de développement soutenue par l’État congolais, visant à renforcer l’intégration régionale et à stimuler le tourisme et les échanges économiques. En alignant son expansion sur les objectifs des communautés économiques régionales et en respectant les normes internationales de sécurité, ECAir ambitionne de devenir un acteur clé du transport aérien en Afrique centrale, avec des perspectives d’ouverture vers d’autres destinations africaines à court terme.

## Destinations
Avant sa faillite en 2016, la compagnie desservait les aéroports de Ollombo (OLL), Pointe-Noire (PNR), Douala (DLA) , Cotonou (COO), Paris (CDG), Libreville (LBV), Dubaï (DXB), Kinshasa(FIH), Bamako (BKO), Dakar (DKR) au départ de Brazzaville (BZV).

## Flotte

### Flotte depuis 2024
| Constructeur | Type | Modèle | Nombre d'avions | Mise en service | Passagers | Immatriculation |
| ------------ | ---- | ------ | --------------- | --------------- | --------- | --------------- |
| Boeing       | 737  | 737 NG | 1               | 2017            | -         | TN-AJI          |

### Ancienne flotte
| Constructeur | Type | Modèle  | Nombre d'avions | Mise en service | Passagers | remarques        |
| ------------ | ---- | ------- | --------------- | --------------- | --------- | ---------------- |
| Boeing       | 737  | 306     | 2               | 2017            | C12 Y108  | TN-AJZ et TN-AJX |
| Boeing       | 737  | 752     | 2               | 2017            | C12 Y114  | TN-AJI et HB-JJH |
| Boeing       | 757  | 236(WL) | 2               | 2012            | C16 Y132  | TN-AJR et HB-JJE |